# 神刀流剣舞術菅公
『神刀流剣舞術菅公』（じんとうりゅうぶじゅつかんこう）は、1908年（明治41年）製作・公開、吉沢商店製作・配給による日本のサイレント映画、舞踏映画である。監督・脚本等は不明、吉沢商店による日本初の撮影所で撮影された最初の映画である。

## 略歴・概要
吉沢商店は、現在の日活の前身の一社で、同年1月20日には、東京府荏原郡目黒村大字下目黒の行人坂（現在の東京都目黒区下目黒）に撮影所を同年建設・開所した。同撮影所が最初に撮影した映画が本作で、日比野雷風が主演し、剣舞を舞うところを撮影したものであり、ストーリーのある劇映画ではなかった。同撮影所で撮影された最初の劇映画は、同年製作・公開の『和洋折衷結婚式』である。
本作は、浅草公園六区に吉沢商店が直営する映画専門館電気館で、同年10月17日に公開された。同館での公開の際、日比野自身が舞台に上がって詩を吟じ、活動弁士の染井三郎が解説をした。
本作の上映用プリントは、現在、東京国立近代美術館フィルムセンターには所蔵されておらず、マツダ映画社はそのリストに本作の題名が見当たらない。現時点では、鑑賞することの不可能な作品である。

## スタッフ・作品データ・キャスト
- 監督 : 不在 [1]
- 撮影 : 不明
- 出演 : 日比野雷風 [1]

- 製作 : 吉沢商店
- 上映時間（巻数） : 不明
- フォーマット : 白黒映画 - スタンダードサイズ（1.33:1） - サイレント映画
- 初回興行 : 浅草・電気館

## 関連事項
- 1908年の日本公開映画

## 註
1. 1 2 3 4 5 6 7  『日本映画発達史 I 活動写真時代』 、田中純一郎、中公文庫、1975年12月10日 ISBN 4122002850, p.135-136.
2. ↑  『日本映画発達史 I 活動写真時代』 、p.130.
3. ↑  所蔵映画フィルム検索システム、東京国立近代美術館フィルムセンター、2010年3月15日閲覧。
4. ↑  主な所蔵リスト 劇映画＝邦画篇、マツダ映画社、2010年3月15日閲覧。